# 324 v.Chr.
Het jaar 324 v.Chr. is een jaartal volgens de christelijke jaartelling. 

## Gebeurtenissen

### Perzië
- Cleander, broer van de Macedonische generaal Coenus wordt beschuldigd van afpersing en geëxecuteerd.
- Alexander de Grote trouwt in Susa voor de tweede maal, met Stateira II de oudste dochter van Darius III.
- In Susa treden 10.000 Macedoniërs van adellijke afkomst met Perzische bruiden in het huwelijk.
- Alexander ontvangt in Babylon afgezanten uit Carthago, Gallië, Italië en Spanje.
- Hephaestion, vriend en geliefde van Alexander de Grote overlijdt in Ecbatana na hoge koorts aan indigestie.
- Winter - Alexander de Grote begint een strafexpeditie tegen de Kassieten in de heuvels van Lorestan.

### Griekenland
- Afkondiging van het zogenaamde ballingendecreet.
- Harpalus vlucht met de koninklijke schatkist (ca. 5.000 talenten) naar Athene en wordt door Demosthenes gevangengezet.
- Dinarchus rapporteert aan de Areopaag dat de Atheense volksvergadering steekpenningen heeft aangenomen van Harpalus.
- Alexander de Grote eist van Antipater, gouverneur van Macedonië, de onmiddellijke uitlevering van Harpalus.
- Harpalus ontsnapt uit de gevangenis en vlucht naar Kreta, onderweg wordt hij door de Spartaanse huurling Thibron vermoord.
- Demosthenes wordt beschuldigd van omkoperij in het Harpalus-schandaal en vlucht naar het eiland Egina.
- Griekse kolonisten stichten de stad Alicante in (Spanje).

### Italië
- Lucius Papirius Cursor is dictator van Rome.

## Geboren
- Antiochus I Soter (~324 v.Chr. - ~261 v.Chr.), koning van het Seleucidenrijk (Syrië)

## Overleden
- Harpalus (~353 v.Chr. - ~324 v.Chr.), Macedonische edelman en neef van Alexander de Grote (29)
- Hephaestion (32), Macedonische veldheer en vriend van Alexander de Grote